# Wojciech Reszko
Wojciech Reszko (Szczecin, 30 de octubre de 1956) es un deportista polaco que compitió en judo. Ganó una medalla de plata en el Campeonato Mundial de Judo de 1981, y una medalla de oro en el Campeonato Europeo de Judo de 1981.
Participó en los Juegos Olímpicos de Moscú 1980, donde finalizó séptimo en la categoría de +95 kg y decimoquinto en la categoría abierta.

## Palmarés internacional
| Campeonato Mundial | Campeonato Mundial        | Campeonato Mundial | Campeonato Mundial |
| Año                | Lugar                     | Medalla            | Categoría          |
| ------------------ | ------------------------- | ------------------ | ------------------ |
| 1981               | Maastricht (Países Bajos) | Medalla de plata   | Abierta            |
| Campeonato Europeo |                           |                    |                    |
| Año                | Lugar                     | Medalla            | Categoría          |
| 1981               | Debrecen (Hungría)        | Medalla de oro     | Abierta            |